# Colombia en los Juegos Mundiales de Chengdu 2025
Colombia participó en los XII Juegos Mundiales por representación del Comité Olímpico Colombiano (COC), dicho evento se celebró en Chengdu, Sichuan, China, del 7 de agosto al 17 de agosto de 2025. Fue la décima participación en los Juegos mundiales por parte de Colombia. 
En lo que se refiere a esta edición, la federación colombiana estuvo integrada por un total de 50 atletas en 14 deportes, distribuidos entre 28 hombres y 22 mujeres.
Colombia ocupó el décimo lugar en la tabla general de medallas al conseguir 21 medallas de las cuales 7 fueron de oro, 8 de plata y 6 de bronce, con este resultado hizo su cuarta mejor participación en los Juegos Mundiales, detrás de las ediciones de Cali 2013, Breslavia 2017 y Birmingham 2022.
Gabriela Isabel Rueda Rueda se convirtió en la atleta más exitosa de esta edición, consiguiendo tres medallas de oro y dos de plata en patinaje de velocidad.

## Medallas por deportes
La siguiente tabla muestra las medallas obtenidas por parte de la Federación Colombiana, ordenadas por preseas de oro, plata y bronce.
| \| Deporte \| \| \| \| \| \| --------------------- \| - \| - \| - \| -- \| \| Patinaje de velocidad \| 7 \| 5 \| 1 \| 13 \| \| Natación con aletas \| 0 \| 2 \| 2 \| 4 \| \| Buceo \| 0 \| 1 \| 1 \| 2 \| \| Squash \| 0 \| 0 \| 1 \| 1 \| \| Ju-Jitsu \| 0 \| 0 \| 1 \| 1 \| \| Total \| 7 \| 8 \| 6 \| 21 \| |   |   |   |    |
| Deporte |   |   |   |    |
| Patinaje de velocidad | 7 | 5 | 1 | 13 |
| Natación con aletas | 0 | 2 | 2 | 4  |
| Buceo | 0 | 1 | 1 | 2  |
| Squash | 0 | 0 | 1 | 1  |
| Ju-Jitsu | 0 | 0 | 1 | 1  |
| Total | 7 | 8 | 6 | 21 |

## Medallero
La siguiente tabla muestra los competidores que ganaron medallas en los Juegos Mundiales.  